# Krossen (Drahnsdorf)

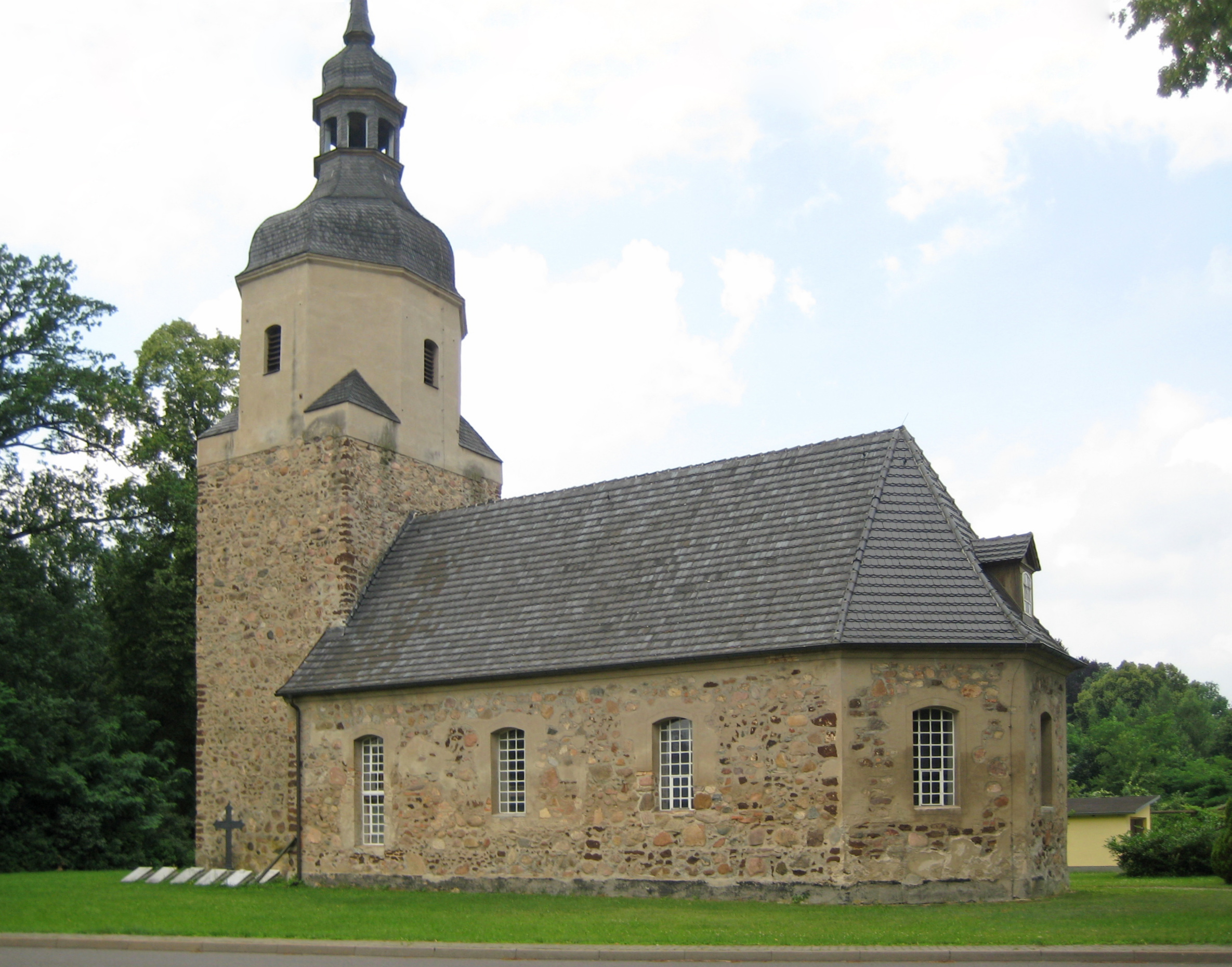
Dorfkirche Krossen

Krossen (niedersorbisch Krosno) ist ein Gemeindeteil der Gemeinde Drahnsdorf im Landkreis Dahme-Spreewald in Brandenburg. Bis zum 1. Januar 1974 war Krossen eine eigenständige Gemeinde. Das Dorf gehört dem Amt Unterspreewald an.

## Lage
Krossen liegt im Übergang des Niederen Flämings in das Lausitzer Heideland, etwa 20 Kilometer Luftlinie westlich der Kreisstadt Lübben und etwa zwölf Kilometer nordwestlich von Luckau. Umliegende Ortschaften sind Falkenhain im Norden, der zur Stadt Golßen gehörende Gemeindeteil Sagritz im Nordosten, der Ortsteil Jetsch in der Gemeinde Kasel-Golzig im Osten, die Luckauer Orts- und Gemeindeteile Caule im Südosten und Kümmritz im Süden, der zur Stadt Dahme/Mark im Landkreis Teltow-Fläming gehörende Ortsteil Wildau-Wentdorf im Südwesten sowie Drahnsdorf im Westen. Auf der Gemarkung liegen die beiden ehemaligen Wassermühlen Vordermühle und Kleine Mühle.
Das Dorf liegt an der Landesstraße L71 und der Kreisstraße K6138. In der Nähe befindet sich die Bahnstrecke Berlin–Halle mit dem Haltepunkt Drahnsdorf. Westlich von Krossen fließt die Dahme.

## Geschichte

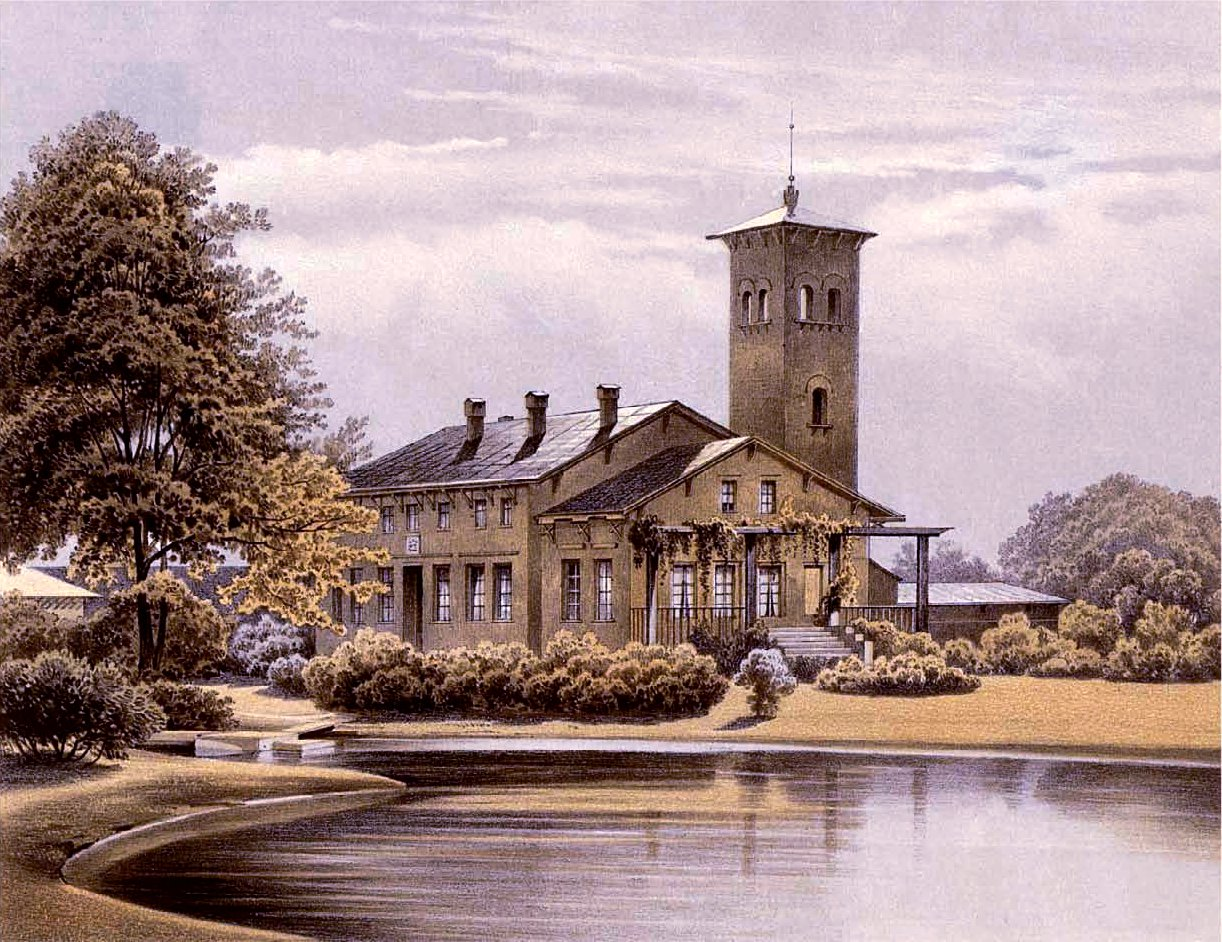
Gut Krossen um 1860, Sammlung Alexander Duncker

Krossen wurde erstmals in den Artikeln des Bistums Meißen aus dem Jahr 1346 als Kirchdorf erwähnt. Der aus dem altsorbischen stammende Ortsname bezeichnet Verschläge oder auch Flechtwerk, das Benennungsmotiv des Ortes ist ungeklärt. Krossen gehörte zur Herrschaft Golßen.
Nach dem Wiener Kongress kam die vorher sächsische Gemeinde Krossen an Preußen. Dort lag die Gemeinde im Landkreis Luckau im Regierungsbezirk Frankfurt. Laut der Topographisch-statistischen Übersicht des Regierungsbezirks Frankfurt an der Oder aus dem Jahr 1844 gab es in Krossen zu dieser Zeit 42 Feuerstellen, insgesamt hatte der Ort 240 Einwohner. Es gab zwei Wassermühlen im Ort. 1867 hatte Krossen 224 Einwohner in 30 Gebäuden. Das Rittergut gehörte damals dem ehemaligen Staatsminister Otto Theodor von Manteuffel. Letzte Vertreterin dieser Familie war die Gutsfrau Helene Freifrau von Manteuffel, geborene von Brandenstein (1847–1934). Sie adoptierte 1927 ihren Neffen Hans von Brandenstein (1870–1950), auch um die Gutsnachfolge für Krossen und den dazugehörigen Nebengütern zu klären. 1923 umfasste dieser Besitz für Krossen 510 ha, für Jetsch 603 ha.
Bei der DDR-Kreisreform am 25. Juli 1952 wurde Krossen dem neu gebildeten Kreis Luckau im Bezirk Cottbus zugeordnet. Am 1. Januar 1974 wurde Krossen nach Drahnsdorf eingemeindet. Nach der Wende wurde der Kreis Luckau in Landkreis Luckau umbenannt. Am 20. August 1992 wurde Krossen als Teil Drahnsdorfs dem Amt Golßener Land angeschlossen und am 6. Dezember 1993 kam das Dorf im Zuge der Kreisreform in den Landkreis Dahme-Spreewald. Am 1. Januar 2013 wurde das Amt Golßener Land aufgelöst und Drahnsdorf wechselte mit seinen Ortsteilen in das Amt Unterspreewald.

## Bevölkerungsentwicklung
| Jahr | Einwohner | Jahr | Einwohner | Jahr | Einwohner | Jahr | Einwohner | Jahr | Einwohner |
| ---- | --------- | ---- | --------- | ---- | --------- | ---- | --------- | ---- | --------- |
| 1875 | 265       | 1910 | 187       | 1933 | 176       | 1946 | 290       | 1964 | 215       |
| 1890 | 235       | 1925 | 209       | 1939 | 176       | 1950 | 262       | 1971 | 212       |

## Sehenswürdigkeiten
- Die Dorfkirche Krossen entstand in der Mitte des 15. Jahrhunderts. Um 1745 führte der Maurermeister Christian Höhne aus Lübben zahlreiche Umbaumaßnahmen durch. Im Innern steht unter anderem ein Kanzelaltar aus dem Jahr 1748.
- Wandmalerei am Spritzenhaus der Freiwilligen Feuerwehr Krossen mit einer Abbildung des ehemaligen Schlosses sowie einer historischen Feuerwehr.

## Persönlichkeiten
- Otto Theodor von Manteuffel (1805–1882), Politiker, von 1850 bis 1858 preußischer Ministerpräsident, lebte nach seiner Entlassung auf seinen hiesigen Güter in Drahnsdorf
- Otto von Manteuffel (1844–1913), Politiker